# Arco Noroeste
L'Arc Nord Ouest appelée aussi Arco Noroeste est une autovia orbital en projet entre Archena et Alcantarilla. 
Elle est destinée à contourner l'agglomération de Murcie par le nord-ouest.
En effet, elle va permettre de desservir toute la zone nord-ouest de la métropole afin de la contourner du nord à l'ouest en desservant les communes aux alentours.
On pourra relier à terme Albacete/Valence (A-33) à Almérie en contournant l'agglomération de Murcie par le nord-ouest. 
Elle va permettre de décharger le tronc commun de l'A-7 et l'A-30 au nord de Murcie en venant d'Albacete saturée au heure de pointe car elle reçoit le flux venant de Madrid et le flux venant du Levant espagnol. Elle sera destinée au véhicules de transit qui ne sont pas à destinations de Murcie
Elle sera au norme autoroutière avec au minimum 2x2 voies séparée par un terre plein central et elle sera surnommer Arco Noroeste.

## Tracé
- Elle va débuter  au nord de Murcie au niveau de Archena où elle va se détacher de l'A-30.
- Elle va contourner la Molina de Segura par l'ouest et desservir les petites communes aux alentours.
- Elle va ensuite se connecter à la MU-30/C-415 avant le croisement avec l'A-7 à Alcantarilla.